# 북위 (북조)

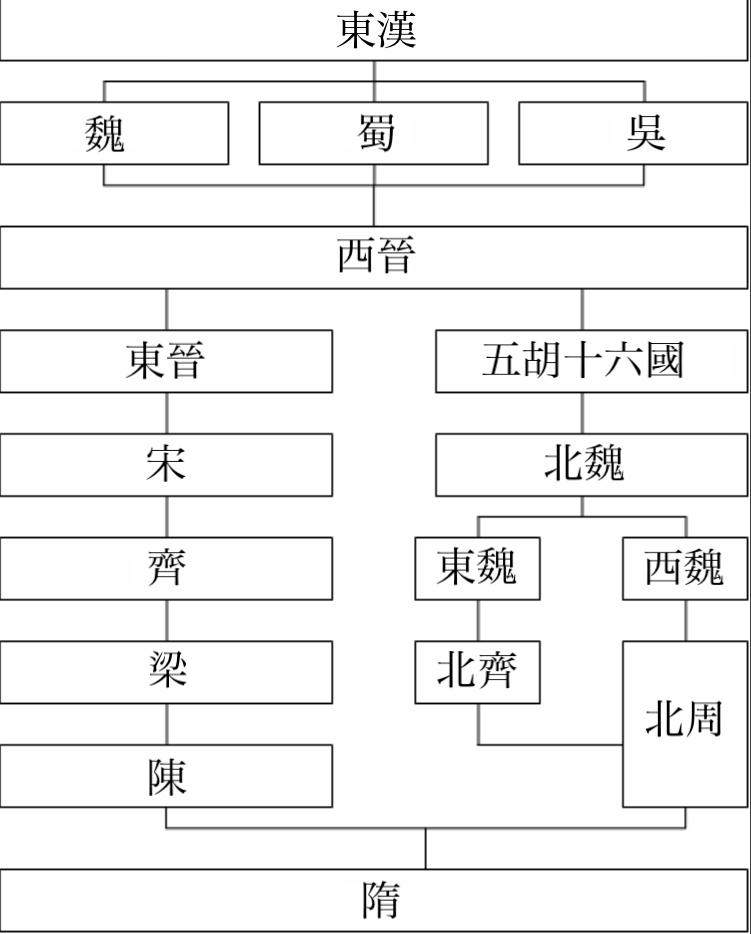
위진 남북조 왕조들의 계통도

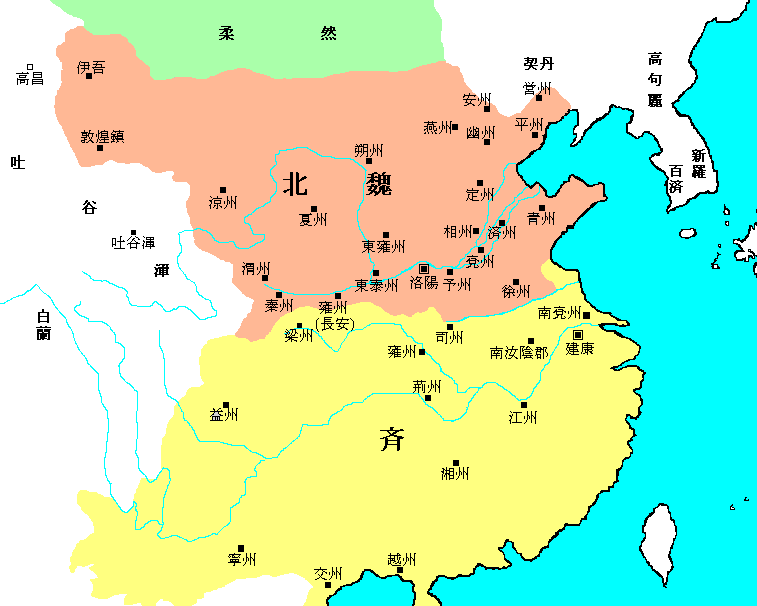
479년 당시의 북위.

북위(北魏, 386년 ~ 534년)는 중국 오호 십육국 시대에 선비족 탁발부에 의해 화북에 건국되어 남북조 시대까지 이어진 대표적인 침투 왕조(滲透王朝, infiltration dynasty)이다. 국호는 위(魏)였기 때문에 전국 시대 그리고 삼국 시대 조조의 위나라와 구별하기 위해 북위라고 불리고 있다. 또는 후위(後魏), 선비족 탁발씨(탁발선비)가 지배했다고 하여 탁발위(拓跋魏), 탁발씨의 후신인 원(元)씨(효문제의 한화(漢化)정책으로 탁발씨에서 원씨로 개성)가 지배했다고 하여 원위(元魏)라고도 한다.

## 역사
261년 탁발부의 탁발역미는 조조의 위나라에 조공을 바쳤는데, 이것이 훗날 국호를 위나라로 정하는 이유가 된다.
3세기 중엽, 탁발부는 내몽골의 바얀타라(巴彦塔拉) 지방에서 세력을 넓혔다. 삼국을 통일한 서진은 탁발부의 세력을 이용해 북방을 안정시키기 위해 병주 북쪽의 땅을 내어주어 살게 하였다. 이에 따라 탁발부는 그곳에서 세력을 신장하였다.
315년에 탁발부의 대인 탁발의로는 서진의 관작을 받고 대나라(代)의 왕으로 봉해졌다.
대나라는 탁발십익건 때 전진의 부견과의 싸움에 패하여 376년에 전진에게 멸망당했다.

### 북위의 성립
대나라는 멸망했으나, 383년에 전진이 비수대전에서 패한 기회를 이용하여 탁발십익건의 손자 탁발규는 386년에 대나라를 재건하고 칭왕하여 자립했다. 이후에 황제를 자칭하고 국호를 위(魏)라고 하니, 이 탁발규가 바로 초대 황제인 도무제이다.
도무제는 지금의 내몽골 일대로 북상해 고비사막계의 정령·흉노 등 여러 부족들을 토벌하여 평정하고 오르도스 일대를 지배하에 두었다. 이어서 남쪽으로 진출해 유주·기주 일대를 영유하고 있던 후연을 공격하였고, 397년에 수도 중산을 함락하고 후연에게 대대적인 타격을 입혔다. 398년에 수도를 평성(平城, 지금의 산서성 대동시)으로 옮겼고, 그 부근 태항산맥 동쪽의 6주의 백성 46만 명을 소개(疏開)시켰다.
도무제는 중국 전통의 국가체제를 채용하여 탁발부 밑에 있던 여러 부족들을 해산시키고, 족장 이하 부족원들은 모두 중국의 호적에 편입시켜 한족들과 혼합시켰다. 더불어 한족 출신의 명족(名族, 명문가의 사족)에서 나온 인재들을 등용하여 국정에 참여하게 하였다. 이로써 북조 귀족제의 기초를 형성하게 된다.

### 북위의 발전
도무제의 뒤를 이은 명원제는 송나라를 공격해 예주·사주를 빼앗았고, 명원제를 이은 태무제는 하나라·북연·북량을 차례로 멸망시킴으로써 439년에 화북을 통일하였다. 서역에서 조공을 바쳐오는 나라만 해도 20여개국에 이르니, 북위의 국세는 크게 울려퍼졌다. 이때부터 중국은 남북조 시대로 들어서게 되었다.
태무제는 내정을 정비하면서 또한 송나라에 대한 공격을 재개해 회하 이남과 장강 이북에 걸친 지역들을 빼앗았다. 그런데 이때 도사 구겸지가 도교 교단을 확립하였고, 이어서 한족 출신 관료 최호와 손을 잡고 태무제에게 진언하여 폐불을 단행하게 하였다(삼무일종의 폐불 첫 번째). 이 시기에 선비족와 한족과의 동화와 도시 귀족화가 진행되면서 서서히 북위 내부에 균열이 생기기 시작했다.
효문제 때 풍태후가 섭정하면서 유교적인 예법을 받아들이고 균전제를 시행하였으며, 또한 삼장제를 확립하였다. 풍태후 사후에 친정을 시작한 효문제는 493년에 수도를 평성에서 낙양으로 천도하였다. 그는 선비족의 복장과 언어를 금지하고, 성씨도 중국풍으로 바꿔 탁발씨를 원(元)씨로 고치고, 선비족과 한족과의 혼인을 장려하면서 한족 문화와 동화하는 정책(한화(漢化)정책)을 추진하여 북위의 문화는 크게 발전하였으나, 반면 지금까지 내려온 선비족 고유의 소박한 상무정신은 사치와 문약으로 인해 바뀌게 되었다.

### 북위의 쇠퇴 및 멸망
효문제 사후 어린 효명제를 대신해 섭정한 영태후는 정치를 하면서 불교에 심취해 전국에 사탑을 건립하여 재정을 어지럽혔다. 그로 인해 국내에 도적들이 봉기하고, 그동안 누적된 한화정책에 대한 선비족의 불만은 523년에 일어난 6진의 난을 초래하여 북위 멸망의 원인이 되었다.
6진은 원래 북위의 수도 평성을 지키던 6곳의 군사기지로 이곳엔 왕실 계통의 유력자들이 머물면서 국경을 지켰기에 대우가 좋았다. 하지만 급진적인 한화정책과 수도의 이전으로 인해 대우가 소홀해지면서 그 불만이 누적되어 육진의 난을 초래하게 된 것이다.
영태후는 효명제를 독살하고 황제를 두 번이나 바꿔 세우지만, 육진의 난의 진압 과정 중 대군벌로 성장한 삭주의 이주영이 군사를 일으켜 영태후에 맞서 효장제를 옹립하였다. 이주영은 528년에 낙양을 함락시키고, 영태후와 영태후가 세운 황제를 황하에 빠뜨려 죽이고, 승상 이하 대신 1천여 명을 몰살하니, 역사에서는 이를 하음의 변이라고 한다.
이주영은 6진의 난을 평정하고 진양(晉陽)에서 조정과 효장제를 마음대로 휘둘렀으나, 이주씨 휘하의 장군 고환이 그 폭정을 비판하며 이주씨와 대립하고 532년 낙양에 들어와 이주씨에 의해 세워진 절민제를 폐위하고 효무제를 세웠다. 고환은 이주씨 일당을 각지에서 격파하여 정권은 그에게로 넘어갔다.
그러나 효무제는 이번엔 고환의 전횡을 싫어해 낙양을 탈출해 장안으로 도망쳐 우문태에게 의지하자, 고환은 효정제를 옹립하고 534년 수도를 업으로 옮겼다. 같은 해 우문태는 효무제를 살해하고 문제를 즉위시키니. 이로써 북위는 동서로 분열하게 되었다. 역사상 이것을 동위, 서위라 부른다.
동위의 정권은 모두 발해 고씨의 손에 있어, 고환의 아들 고양이 승상이 되어 550년에 효정제로부터 제위를 빼앗아 북제를 건국했다. 서위에서도 정권은 우문씨가 차지하여 우문태의 아들 우문각이 556년에 공제를 폐위하고 다음해 북주를 건국하니, 이로써 동서 양위는 멸망했다.

### 모사자귀 제도
북위에서는 외척의 내정간섭을 막기 위해 실시한 모사자귀(母死子歸)라는 잔혹한 제도를 실시했다. 이것은 후궁에게서 아이를 얻으면 생모를 죽이고, 아이는 따로 키우는 상황이 발생했다. 하지만 항상 있어온 것은 아니다.

## 주요 명신 및 명장
- 최호
- 양대안

## 역대 황제
| 대수   | 묘호                              | 시호                                 | 성명                    | 연호 | 재위기간      | 능호                |
| ------ | --------------------------------- | ------------------------------------ | ----------------------- | --- | ------------- | ------------------- |
| -      | -                                 | 헌명황제 (獻明皇帝) (위 도무제 추숭) | 탁발식(拓跋寔)          | - | -             | -                   |
| 제1대  | 위 태조 (魏太祖)                  | 도무황제 (道武皇帝)                  | 탁발규(拓跋珪)          | 등국(登國) 386년 ~ 396년 황시(皇始) 396년 ~ 398년 천흥(天興) 398년 ~ 404년 천사(天賜) 404년 ~ 409년                                                           | 386년 ~ 409년 | 성락금릉 (盛樂金陵) |
| 제2대  | 위 태종 (魏太宗)                  | 명원황제 (明元皇帝)                  | 탁발사(拓跋嗣)          | 영흥(永興) 409년 ~ 413년 신서(神瑞) 414년 ~ 416년 태상(泰常) 416년 ~ 423년                                                                                    | 409년 ~ 423년 | 운중금릉 (雲中金陵) |
| 제3대  | 위 세조 (魏世祖)                  | 태무황제 (太武皇帝)                  | 탁발도(拓跋燾)          | 시광(始光) 424년 ~ 428년 신가(神䴥) 428년 ~ 431년 연화(延和) 432년 ~ 435년 태연(太延) 435년 ~ 440년 태평진군(太平眞君) 440년 ~ 451년 정평(正平) 451년 ~ 452년 | 423년 ~ 452년 | 운중금릉 (雲中金陵) |
| 제4대  |                                   | - <남안은왕(南安隱王)>               | 탁발여(拓跋余)          | 승평(承平) 452년 | 452년         | -                   |
| -      | 위 공종 (魏恭宗) (위 문성제 추숭) | 경목황제 (景穆皇帝)                  | 탁발황(拓跋晃)          | - | -             | -                   |
| 제5대  | 위 고종 (魏高宗)                  | 문성황제 (文成皇帝)                  | 탁발준(拓跋浚)          | 흥안(興安) 452년 ~ 454년 흥광(興光) 454년 ~ 455년 태안(太安) 455년 ~ 459년 화평(和平) 460년 ~ 465년                                                           | 452년 ~ 465년 | 운중금릉 (雲中金陵) |
| 제6대  | 위 현조 (魏顯祖)                  | 헌문황제 (獻文皇帝)                  | 탁발홍(拓跋弘)          | 천안(天安) 466년 ~ 467년 황흥(皇興) 467년 ~ 471년 | 465년 ~ 471년 | 운중금릉 (雲中金陵) |
| 제7대  | 위 고조 (魏高祖)                  | 효문황제 (孝文皇帝)                  | 원굉(元宏)              | 연흥(延興) 471년 ~ 476년 승명(承明) 476년 태화(太和) 477년 ~ 499년                                                                                            | 471년 ~ 499년 | 장릉(長陵)          |
| 제8대  | 위 세종 (魏世宗)                  | 선무황제 (宣武皇帝)                  | 원각(元恪)              | 경명(景明) 500년 ~ 504년 정시(正始) 504년 ~ 508년 영평(永平) 508년 ~ 512년 연창(延昌) 512년 ~ 515년                                                           | 499년 ~ 515년 | 경릉(景陵)          |
| 제9대  | 위 숙종 (魏肅宗)                  | 효명황제 (孝明皇帝)                  | 원후(元詡)              | 희평(熙平) 516년 ~ 518년 신귀(神龜) 518년 ~ 520년 정광(正光) 520년 ~ 525년 효창(孝昌) 525년 ~ 528년 무태(武泰) 528년                                          | 515년 ~ 528년 | 정릉(定陵)          |
| 임시   | -                                 | -                                    | 효명제의 딸(孝明皇帝女) | - | 528년         | -                   |
| 임시   | -                                 | 유주 (幼主)                          | 원조(元釗)              | - | 528년         | -                   |
| -      | 위 숙조 (魏肅祖) (위 효장제 추숭) | 문목황제 (文穆皇帝)                  | 원협(元勰)              | - | -             | -                   |
| -      | -                                 | 효선황제 (孝宣皇帝) (위 효장제 추숭) | 원소(元劭)              | - | -             | -                   |
| 제10대 | 위 경종 (魏敬宗)                  | 효장황제 (孝莊皇帝)                  | 원자유(元子攸)          | 건의(建義) 528년 영안(永安) 528년 ~ 530년 | 528년 ~ 530년 | 정릉(靜陵)          |
| 제11대 | -                                 | - (장광왕(長廣王))                   | 원엽(元曄)              | 건명(建明) 530년 ~ 531년 | 530년 ~ 531년 | -                   |
| -      | -                                 | 선황제 (先皇帝) (위 절민제 추숭)     | 원우(元羽)              | - | -             | -                   |
| 제12대 | -                                 | 절민황제 (節閔皇帝) (폐황제(廢皇帝)) | 원공(元恭)              | 보태(普泰) 531년 ~ 532년 | 531년 ~ 532년 | -                   |
| 제13대 | -                                 | 폐황제 (廢皇帝) (안정왕(安定王))     | 원랑(元朗)              | 중흥(中興) 531년 ~ 532년 | 531년 ~ 532년 | -                   |
| -      | -                                 | 무목황제 (武穆皇帝) (위 효무제 추숭) | 원회(元懷)              | - | -             | -                   |
| 제14대 | -                                 | 효무황제 (孝武皇帝) (출황제(出皇帝)) | 원수(元脩)              | 태창(太昌) 532년 영흥(永興) 532년 영희(永熙) 532년 ~ 534년 | 531년 ~ 534년 | 운릉(雲陵)          |

## 같이 보기
- 대,북위,동위,서위 역대황제 가계도
- 5세기의 정치적 국가 목록